# Laringe
La laringe o garganxó és un òrgan de la fonació, un conducte aeri i un mecanisme esfinterià que s'estén des de la base de la llengua fins a la tràquea. És el resultat de l'adaptació d'un òrgan que ha estat transformat per a participar, juntament amb altres òrgans, en funcions molt importants per a éssers més evolucionats.

## Funcions
En conjunt, els músculs laringis són capaços de fer moviments lleugers i discrets i operen de manera sinèrgica en l'execució de diverses funcions laríngies:
- Protecció durant la deglució. Els músculs laringis intrínsecs tenen una funció protectora, amb la qual la laringe protegeix els pulmons de la introducció d'aliments o líquids durant la deglució. Quan això passa, l'epiglotis es doblega cap enrere i forma un precinte damunt de la laringe per evitar l'aspiració de substàncies estranyes. A partir de l'observació ontogènica, es podria afirmar que la funció primitiva de la laringe seria la de protegir els pulmons de l'entrada de cossos estranys.
- Ajuda a la respiració. Durant la inspiració, la laringe eixampla el seu espai intern i facilita així el subsegüent flux d'aire als pulmons. Durant una inspiració reposada i tranquil·la, els plecs vocals s'abdueixen només molt lleument (posició intermèdia). Una inspiració forçada, en canvi, farà que els plecs vocals s'abdueixin cap a una posició més exterior (posició lateral) i així augmentarà considerablement la capacitat de la via d'aire. Durant una expiració reposada, la laringe es mou completament cap amunt.
- Ajuda a l'augment del rendiment muscular. Existeix l'anomenat reflex de tancament per esforç glòtic, que es caracteritza per una adducció tensa i uniforme de la totalitat de la laringe, incloent-hi tant els plecs ventriculars com els vertaders plecs vocals; és el que passa quan es fa un esforç físic important. Blocant la caixa toràcica, els músculs toràcics i de la part superior del braç obtenen una fermesa mecànica que permet a una persona aixecar, empentar, o realitzar qualsevol activitat que exigeix més força a la cintura escapular. També en les activitats corporals que demanen una sortida brusca de l'aire, la laringe actua com un esfínter tancant, si cal amb molta força, la sortida de l'aire, per passar a alliberar l'aire expirat amb una gran pressió; ho podem observar en tossir, esternudar i, a un nivell diferent, en els inicis de la fonació en la qual cal més pressió subglòtica. A més a més, quan la cavitat toràcica s'eixampla i es fixa, les vísceres abdominals es poden comprimir, la qual cosa ajuda a l'acte d'estossegar, defecar, orinar, etc.
- Fonació. A més a més d'ajudar a la respiració, els músculs laringis intrínsecs també tenen una funció que permet la producció de la veu. En l'ésser humà la posició en angle recte respecte la cavitat bucal permet un inventari més ampli de sons.[1]

És en la parla quan la laringe assumeix tasques més delicades. Com la protecció de la via aèria i la regulació de la respiració continuen sent funcions vitals, això explica per què algunes estructures filogenètiques més antigues són activades per estructures nervioses d'aparició posterior. Tot i que la funció respiratòria de la laringe és vital, la seva adaptació per a la parla ha estat fonamental en l'aparició de la societat i la cultura humana. La laringe és la font fonamental de les complicades i interminables cadenes de sons, base de la parla.

## Estructura esquelètica

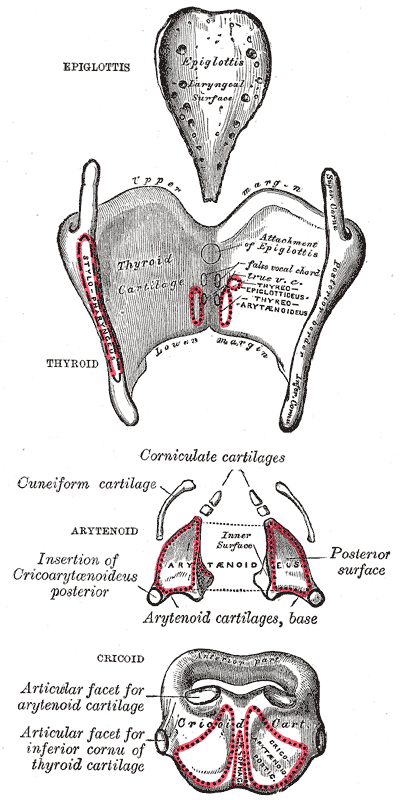
Cartílags de la laringe

L'estructura bàsica de la laringe humana està determinada per un conjunt de cartílags, en els quals s'insereixen diversos lligaments i músculs. Els tres cartílags majors (tiroide, cricoide, i epiglotis) són simples, i els tres menors (aritenoides, corniculats, i cuneïformes), són dobles.
- Tiroide. És el major dels cartílags laringis.
- Cricoide. Forma la base de la laringe.
- Aritenoides. Són dos cartílags laringis en forma de piràmide.
- Epiglotis. És un cartílag laringi ample, en forma de fulla.[5]

## Músculs
Els noms de la majoria dels músculs laringis deriven dels punts d'inserció de cada múscul.
El grup de músculs extrínsecs, que tenen un punt d'inserció en la laringe, en el cartílag tiroide, i una altra inserció en estructures externes a la laringe, funcionen per a fixar, elevar i baixar la posició de la laringe en el coll. Aquesta fixació és important en situacions en què la laringe exerceix una funció esfinteriana.
Són músculs parells, i es poden subdividir en dos grups:.
- Músculs suprahioïdals. Com el seu nom indica, estan per damunt del nivell de l'os hioide i actuen principalment per a elevar la laringe.
- Músculs infrahioïdals. Localitzats sota l'os hioide, actuen com a depressors laringis.

El grup de músculs intrínsecs, que tenen tots els punts d'inserció dins de la laringe, funcionen per donar a la laringe capacitats per a tancar, emmagatzemar aire per sota del nivell de la laringe, evitar que substàncies estranyes puguin penetrar als pulmons i, també, capacitat fonatòria. Són els músculs següents:
- Músculs tiroaritenoidals. Constitueixen la porció muscular dels veritables plecs vocals o cordes vocals, i s'estenen des dels cartílags aritenoides fins a la superfície interna del cartílag tiroide. Està format per dues masses musculars o fascicles: el mitjà o intern s'anomena múscul vocal perquè dona volum als plecs vocals; en contraure's escurça els plecs vocals, n'eleva la tensió i n'augmenta la massa per produir uns tons més greus. El grup més lateral o superficial ajuda a l'adducció dels plecs vocals mentre en redueix simultàniament la tensió, i participa en els mecanismes de regulació del to vocal.[4] Alguns autors consideren els dos fascicles com músculs independents.
- Músculs cricotiroïdals. Actuen reduint l'espai entre els cartílags cricoide i tiroide. Aquest moviment produeix una separació entre el cartílag tiroide i l'apòfisi vocal dels aritenoides; així, la longitud i la tensió dels plecs vocals augmenten amb el propòsit de canviar el to vocal. També el cartílag bascula cap endavant i augmenta la longitud del replec vocal.
- Músculs cricoaritenoidals laterals. Funcionen com a adductors dels plecs vocals aconseguint que aquests s'aproximin entre si, però separant la porció intercartilaginosa. Clàssicament se l'ha considerat el múscul del xiuxiueig. Actualment es considera que aquests músculs actuen en la fase inspiratòria, juntament amb els cricoaritenoidals posteriors, i no en la fonatòria.
- Músculs cricoaritenoidals posteriors. Separen i addueixen els plecs vocals. Presenten una activitat important en la respiració profunda en què les cordes vocals estan separades.[6] En general, se'ls ha considerat com els únics músculs amb funció respiratòria però, com s'ha dit abans, els músculs cricoaritenoidals laterals també hi actuen.
- Múscul aritenoidal transvers. Acosta els aritenoides, col·laborant en el tancament de la fenedura glòtica.[7] La seva funció més important és el contacte medial dels plecs vocals.[4]
- Músculs aritenoidals oblics. Efectuen l'adducció dels plecs vocals en realitzar una basculació dorsal de l'epiglotis, en una acció supraglòtica. Alguns autors parlen d'un únic múscul aritenoidal dividit en dues parts: la part transversa, que és un únic fascicle, i la part obliqua, amb dos fascicles en forma de creu. Aquest múscul realitzaria una clara acció esfinteriana tant a nivell glòtic com a supraglòtic.

## Innervació
La innervació de la laringe és molt complexa perquè rep, alhora, terminacions sensitives, motorosensitives, vasomotores i sensorials. A més, les dades de la dissecció no concorden sempre amb les de la clínica, la qual cosa en fa més complicat l'estudi.
Els músculs de la laringe estan innervats per quatre nervis cranials: 
- nervi vague
- nervi trigemin
- nervi facial
- nervi hipoglòs

El nervi vague és el responsable de la innervació sensitiva i motora dels músculs laringis intrínsecs, i els altres nervis cranials innerven els músculs extrínsecs. Surt del nucli ambigu en el bulb raquidi. En el seu trajecte de baixada es divideix en tres branques:
- Branca nerviosa laríngia superior. Se subdivideix, a l'altura de l'os hioide, en dos nervis: 
  - Laringi intern. El nervi laringi intern es divideix en més branques i porta informació sensitiva de la mucosa de l'epiglotis, de la zona més posterior de la llengua, de la regió infraglòtica i de la part superior de la regió supraglòtica.
  - Laringi extern. La branca nerviosa laríngia externa és un nervi motor per al múscul cricotiroïdal i el múscul constrictor inferior de la faringe.
- Branca nerviosa laríngia inferior o recurrent. Surt del nervi vague en el moment que aquest creua la cara anterior de l'artèria subclàvia per la dreta, i la crossa aòrtica per l'esquerra, ascendint cap a la laringe; d'aquí ve la denominació de recurrent. És un nervi motor i sensitiu, i innerva tots els músculs intrínsecs de la laringe, exceptuant-ne el múscul cricotiroïdal.
- Branca nerviosa faríngia. És la que aporta fibres nervioses motores a la faringe i a tots els músculs del paladar tou, exceptuant-ne el tensor del vel del paladar.

## Galeria d'imatges

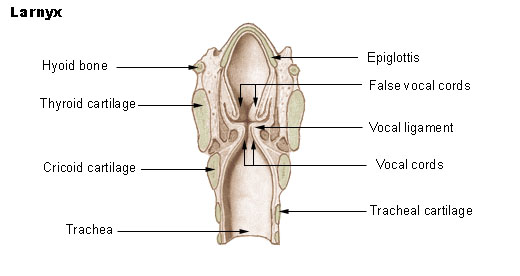
Laringe
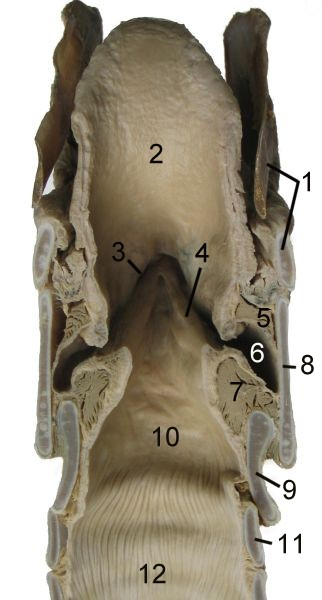
Tall d'una laringe de cavall
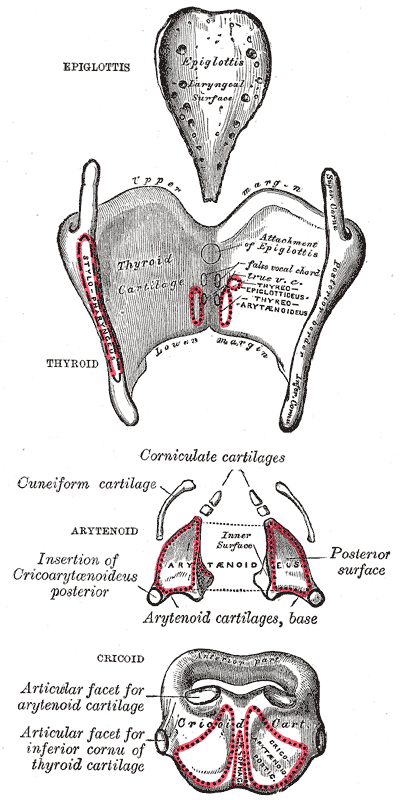
Cartílags de la laringe. Vista posterior.
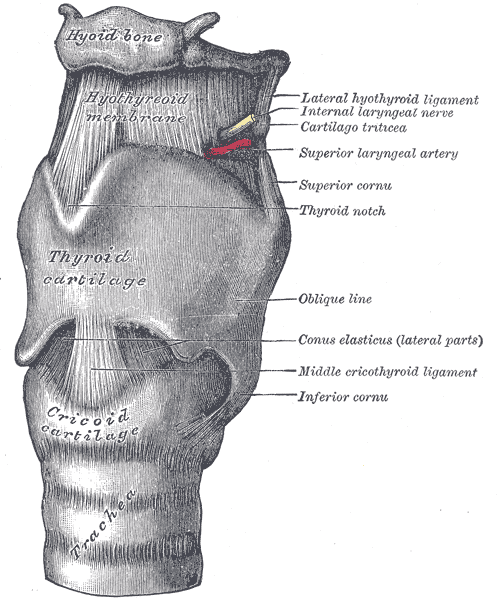
Lligaments de la laringe. Vista posterior.
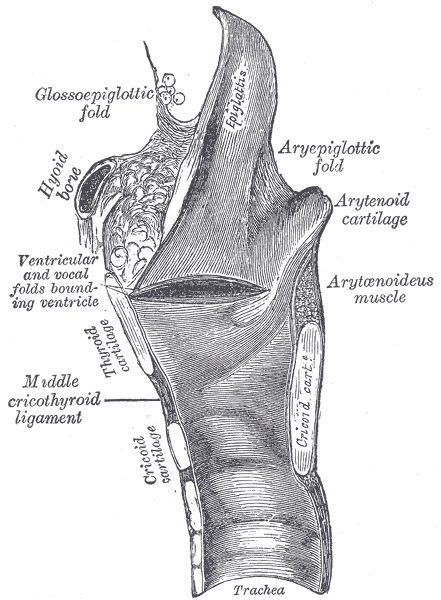
Secció sagital de la laringe i part superior de la tràquea.
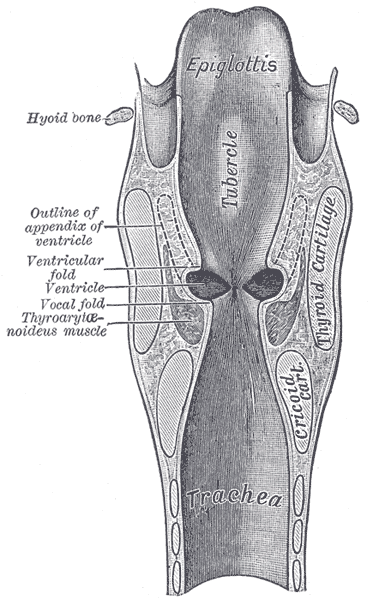
Secció coronal de la laringe i part superior de la tràquea.
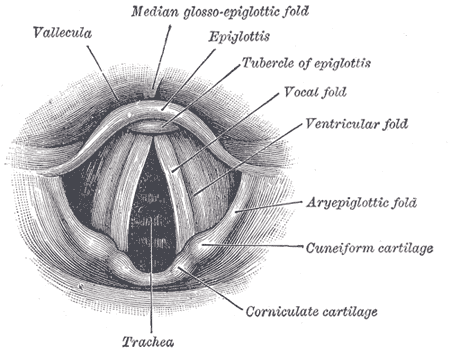
Vista laringoscopica de l'interior de la laringe.
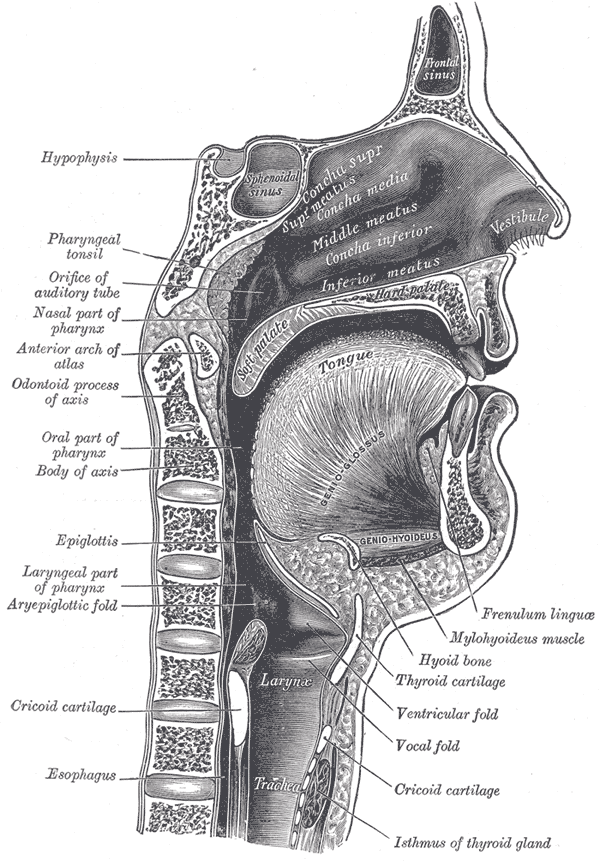
Secció sagital del nas, boca, faringe, i laringe.